# فرانك غراهام (كاتب حول الرياضة)
فرانك غراهام (بالإنجليزية: Frank Graham)‏ هو كاتب حول الرياضة أمريكي، ولد في 12 نوفمبر 1893 في هارلم في الولايات المتحدة، وتوفي في 9 مارس 1965 في ذا برونكس في الولايات المتحدة.